# Fiona Robinson
Fiona Robinson (7 de fevereiro de 1969) é uma ex-basquetebolista e handebolista profissional australiana, medalhista olímpica.

## Carreira
Fiona Robinson integrou a Seleção Australiana de Basquetebol Feminino, em Atlanta 1996, conquistando a medalha de prata.

### Handebol
Nas ciclo das olímpiadas de 2000, Robinson atuou como handebolista em Sydney 2000. 